# Асахи (кораб)
„Асахи“ (на японски: 朝日) е японски броненосец, използван от 1900 до 1942 година.
Корабът е построен през 1897 – 1900 година в Клайдбанк, Шотландия, и първоначално е флагмански кораб на действащия флот. Участва активно в Руско-японската война, а през Първата световна война изпълнява спомагателни функции. След войната е обезоръжен, но през 1937 година отново започва да се използва - като ремонтен кораб в Китай и Югоизточна Азия. При завръщането си от Сингапур е потопен на 25/26 май 1942 година в Южнокитайско море от американската подводница „Салмън“.